# Inge Hornischer
Inge Hornischer (geboren 1940; gestorben 15. April 2012) war eine deutsche Rechtsanwältin. Sie war von 1995 bis 1999 Mitglied des Staatsgerichtshofs des Landes Hessen.

## Leben
Nach dem Studium der Rechtswissenschaft gründete Hornischer noch als Referendarin, zusammen mit den Rechtsanwälten Heinrich Hannover und Horst Mahler, die Republikanische Hilfe zur Unterstützung von Aktivisten der damaligen Außerparlamentarischen Opposition. 
Sie wurde Partnerin von Johannes Riemann in der gemeinsamen Rechtsanwaltskanzlei in Frankfurt am Main, verteidigte hauptsächlich linke Aktivisten, darunter Wilfried Böse, und war mit Andreas Baader und andere späteren Mitglieder der RAF bekannt. In der Kanzlei war zudem der spätere Terrorist Hans-Joachim Klein tätig. Diese Umstände bewirkten, dass der Atomwissenschaftler Klaus Robert Traube, der Nachbar und Bekannter von Hornischer war, ins Fadenkreuz des Bundesnachrichtendienstes geriet und wie Hornischer illegal überwacht wurde. Nach Angaben der feministischen Zeitschrift Courage wurde Traube nach Bekanntwerden der Verdächtigungen schließlich entlastet, auch das Verfahren gegen Hornischer wurde auf Staatskosten eingestellt.
Neben der Verteidigung von linken Aktivisten beriet Hornischer lange Jahre Mitglieder der Frauenbewegung und unterstützte Frauen in allen Lebensbereichen juristisch.
Am 10. Oktober 1995 wurde Hornischer (in der Drucksache fälschlicherweise als Inge Hormischer aufgeführt) auf Vorschlag der Fraktionen von SPD und Bündnis 90/Die Grünen vom Hessischen Landtag zum stellvertretenden nicht richterlichen Mitglied des Staatsgerichtshofs des Landes Hessen gewählt. Sie hatte das Amt bis zum Ende der Legislaturperiode 1999 inne.

## Veröffentlichungen
- mit Karl Dietrich Wolff: Demonstrationsrecht. In: Materialien zur politischen Justiz. Nr. 1. Kuratorium Republikanische Hilfe, Frankfurt am Main 1968, DNB 456329617.